# Herbert Ernst Groh
Herbert Ernst Groh (* 27. Mai 1906 in Luzern; † 28. Juli (nach dem Großen Sängerlexikon 29. Juli) 1982 in Norderstedt bei Hamburg) war ein deutscher Sänger (Tenor). Sein Gesangsstil war deutlich am Vorbild Richard Tauber orientiert.

## Leben
Grohs Vater war Deutscher, die Mutter Schweizerin. Bereits im Alter von 13 Jahren trat er zum ersten Mal auf. Nach Studien in Mailand, Zürich und München debütierte er 1926 am Theater von Darmstadt, dem er bis 1928 angehörte. Es folgten Engagements in Frankfurt a. M. und Köln. Schnell wurde auch der Rundfunk auf ihn aufmerksam. Groh begann 1930 beim ersten Hamburger Sender, der NORAG, und war ab 1933 beim Deutschlandsender unter Vertrag. Bereits ab 1927 machte er in Italien erste Schallplattenaufnahmen unter dem Namen Ernesto Groh. 1930 folgte ein Exklusivvertrag beim Berliner Lindström-Konzern. Nach der Machtergreifung trat er 1933 bis 1936 oft im Berliner Admiralspalast in Operettenkonzerten auf.
Während des Zweiten Weltkriegs nahm er an der deutschen Truppenbetreuung teil und machte bis 1944 Aufnahmen (u. a. mit dem Orchester von Adolf Steimel). Groh stand 1944 in der Gottbegnadeten-Liste des Reichsministeriums für Volksaufklärung und Propaganda.
Nach dem Krieg ging er 1946 mit Robert Stolz auf Tournee durch viele europäische Länder.
Seine Opernkarriere dauerte nur ungefähr drei Jahre, seine Karriere als Schallplatten- und Rundfunksänger dagegen bis in die 1960er Jahre hinein. Schwerpunktmässig widmete er sich der Operette und der gehobenen Unterhaltungsmusik. So sang er noch 1965 die männliche Hauptrolle in der von Franz Marszalek dirigierten WDR-Produktion der Operette Das Hollandweibchen von Emmerich Kálmán. Er hinterließ der Nachwelt ca. 400 Plattenaufnahmen, bestehend aus Opernarien, Volksliedern und Operettenaufnahmen.

## Zitate
„… Unter ihnen [den Carl-Beines-Gesangsschülern, Anm. d. V.] ein Schweizer Sänger namens Herbert-Ernst Groh, der fünfundzwanzig Jahre später nicht nur ein glühender Nazi sein wird, womit er in seinem Metier nie einsam bleibt, sondern auch eine besondere, eine seltsame Beziehung zum dann schon überlebensgroßen Richard Tauber haben soll. Groh wird von der Reichsmusikkammer ausgewählt, Taubers bekannteste Lieder zu singen. Er klinge rein technisch so ähnlich, was erklärbar ist durch die Schulung von Carl Beines. Das Original singt um Klassen besser, aber Tauber hat Auftrittsverbot, lebt in der Emigration wie so viele Große, ist als Halbjude verfemt, seine Platten dürfen nicht mehr gespielt werden. Die Vertreibung der eigentlichen Profis war nicht nur in der Musik die Chance der furchtbaren Amateure. Weil Taubers Stimme so unerreichbar fern schien, wurde er erst recht zum Mythos. Die Nazis reagierten deshalb mit Groh, dem arisch reinen Tauberverschnitt. Das Volk würde aber den wahren Richard nicht vergessen …“

„… Beines-Schüler Herbert-Ernst Groh, begabter Tenor und Tauber-Kopist, wurde als Plagiator der offizielle Troubadour des Regimes …“

## Filmografie
- 1933: Das Lied vom Glück, Regie: Carl Boese
- 1934: Schön ist es verliebt zu sein, mit Karin Hardt und Ralph Arthur Roberts
- 1939: Hochzeitsreise zu dritt
- 1940: Casanova heiratet
- 1940: Die keusche Geliebte
- 1942: So ein Früchtchen
- 1953: Die Rose von Stambul

## Tonträger
Es sind mehrere CDs von ihm im Handel erhältlich.